# New York Pancyprian-Freedoms
El New York Pancyprian-Freedoms es un equipo de fútbol de los Estados Unidos que juega en la United States Adult Soccer Association, la quinta liga de fútbol más importante del país.

## Historia
Fue fundado en el año 1974 en la ciudad de Jamaica, Nueva York y han jugado en la United States Adult Soccer Association desde sus inicios, aunque antes jugaban en la Cosmopolitan Soccer League, la cual ganaron en 7 ocasiones y es uno de los equipos más ganadores de la National Challenge Cup, a la cual han asistido en todas las ediciones, ganándola 3 veces durante la era amateur, antes de la MLS. En la era profesional han alcanzado la Ronda Final de la Copa en 3 ocasiones y han ganado la US Open Amateur Cup. Su equipo está compuesto principalmente por jugadores del Eleftheria-Pancyprian Youth, la división joven del equipo en Nueva York, crearon un segundo equipo llamado New York Freedom, el cual juega en la USL Premier Development League desde 1999.
A nivel internacional ha participado en 3 torneos continentales, donde su mejor participación ha sido en la Copa de Campeones de la Concacaf del año 1984, donde fueron eliminados en las Semifinales ante el CD Guadalajara de México por no ponerse de acuerdo en las fechas para disputar los partidos.

## Palmarés
- Cosmopolitan Soccer League: 7

1979, 1980, 1982, 2003, 2004, 2008, 2010, 2011
- National Challenge Cup: 3

1980, 1982, 1983
- US Open Amateur Cup: 2

2008, 2011

## Participación en competiciones de la Concacaf
- Copa de Campeones de la Concacaf: 3 apariciones

1982 - abandonó en la Primera Ronda
1983 - Segunda Ronda
1984 - descalificado en la Cuarta Ronda

## Jugadores destacados
- Evagoras Christofi
- Andreas Chronis
- Siniša Gogić
- Mickey Kydes
- Mike Palacio
- Mimis Papaioannou
- Anastasios Polydefkis

## Entrenadores Desde 1978
- Mimis Papaioannou (1978–1983)
- Nikos Exarhidis (1986–1988)
- Lambros Lambrou (1989–1994)
- Luka Luković (2005–presente)